# Per Albert Bäckman
Per Albert Bäckman (i riksdagen kallad Bäckman i Näsbyn), född 4 mars 1871 i Nederluleå församling, död 21 juni 1925 i Nederkalix församling, var en svensk lantbrukare och politiker (liberal). 
Han var riksdagsledamot i andra kammaren för Norrbottens läns norra valkrets 1912–1914 och 1918–1920. I riksdagen tillhörde han Frisinnade landsföreningens riksdagsgrupp Liberala samlingspartiet. Han var bland annat vice ordförande i andra kammarens fjärde tillfälliga utskott vid 1918 års lagtima riksmöte, och engagerade sig exempelvis i värnpliktigas förhållanden. Han var också föreståndare för ortens mejeri.